# Brunero Gherardini
 (août 2021).
Si vous disposez d'ouvrages ou d'articles de référence ou si vous connaissez des sites web de qualité traitant du thème abordé ici, merci de compléter l'article en donnant les références utiles à sa vérifiabilité et en les liant à la section « Notes et références ».
Pour les articles homonymes, voir Gherardini.
Brunero Fiorello Gherardini, né le 10 février 1925 à Prato (Toscane, Italie) et mort le 22 septembre 2017 à Santa Marinella, est un prêtre et théologien catholique italien.

## Biographie
Brunero Gherardini naît en 1925 à Prato. Il est ordonné prêtre le 29 juin 1948.
Il est au service du Saint-Siège à partir de 1960, notamment comme professeur d'ecclésiologie et d'œcuménisme à l'université pontificale du Latran jusqu'en 1995. 
Ses principales thématiques de réflexion sont la Réforme du XVIe siècle, l'ecclésiologie, la mariologie. 
Gherardini est jusqu'à sa mort chanoine de l'archibasilique vaticane et directeur de la revue internationale de théologie Divinitas.
En 2009, il publie une critique du concile Vatican II et de la crise de l'Église intitulée Le Concile œcuménique Vatican II : Un débat à ouvrir.
Il a aussi écrit une Supplique au pape Benoît XVI pour un examen approfondi du concile œcuménique Vatican II le 24 septembre 2011 qui a été suivie par  près de 50 personnalités catholiques et intellectuels.
Brunero Gherardini meurt le 22 septembre 2017 dans une maison de retraite de Santa Marinella dans la banlieue de Rome, à l'âge de 92 ans. Ses obsèques ont lieu le 25 septembre.

## Publications
- Le Concile Vatican II : un débat qui n’a pas eu lieu, Éd. Courrier de Rome, 112 p.
- Articles publiés dans la revue Catholica de l'abbé Claude Barthe.